# ميسا (صراع العروش)
ميسا (بالإنجليزية: Mhysa)‏ هي الحلقة العاشرة من الموسم الثالث من المسلسل الفانتازي صراع العروش، والمُقتبس من سلسلة روايات أغنية الجليد والنار للمؤلف جورج ر. ر. مارتن، وهي الحلقة رقم 30 من المسلسل ككل. عُرضت الحلقة لأول مرة في 9 يونيو 2013، على شبكة إتش بي أو المُنتجة للمسلسل، وكانت من كتابة ديفيد بينيوف، ودي. بي. وايس، ومن إخراج ديفيد نتر.

## ملخص الحلقة
بعدَ أن يُقتَل رجال آل (ستارك) يُعيّن (فراي) مأموراً لهم في الشمال مما يعني انتصار آل (لانستر) في المعركة بِحُكم آل (فراي) تابِعين لهم، كما يُعرَف المُعذّب المجهول لـ(ثيون) إنّه نَغل (روز بولتون) (رامزي سنو)؛ وقد بدأت (يارا) شقيقة (ثيون) بحملةٍ عسكريّة لتحرير أخيها وذلك بعد أن بعثَ لهم (رامزي) طرداً يحوي على قضيب (ثيون) المقطوع وهدّدهم أن يسحَبوا جميع جيوشِهم من المنطِقة أو سيبعث لهم أعضاءً أُخرى. أثناء هُروب (آريا) و(الكلب) تستمع (آريا) لحديثٍ لرجال من (فراي) يتكلّمون به عن أخيها (روب)، فتقوم (آريا) بقتل أحدهم ويتكفّل (الكلب) بالباقي ويُكملون مَسيرهم. (جايمي) يَصِل أخيراً على العاصِمة مع (برين)، و(جوفري) سعيدٌ جداً بمقتلِ (روب) ويُفكّر بتقديم رأسِه هديّة لـِ(سانسا) على زواجِها. في الشَمال، يعبر (بران) ومجموعته الجِدار للبحثِ عن الغُراب ذي الثلاث عيون؛ كما يَصِل (سام) إلى القلعة حيثُ يُرسِل الغِربان لتحذير القارّة من وصون السائرين البيض؛ تُدرِك (يغريت) أن (جون) خائِن بتقوم بإطلاقِ سِهامٍ نحوه ولكنّه يَنجو ويقع عند باب القلعَة فيراه (سام) ويعتني بِه. (ستانِس) تَصِله رسالة من الحُرّاس يَطلبون النجدة منه فيُخطّط للذهاب لِهُناك، كما يقوم (دافوس) بتحرير (غيندري) ويُرسِله على متنِ قاربٍ إلى مكان مجهول، فينوي (ستانِس) قَتله ولكن (ميليساندري) تُنقذه، بالَافة لكونِ (ستانِس) و(ميليساندري) يعتقدون أن موت (روب) له علاقة بما فَعلوه من السِحر، وأن إيمانهم بإله النور أتى بثماره. وفي القارّة الأخُرى تزداد شعبيّة (دينريس) بعد أن حرّرت المزيد من العبيد.

## الإنتاج
سيناريو الحلقة كان من كتابة ديفيد بينيوف، ودي. بي. وايس، وأُختير ديفيد نتر لإخراجها. كان روبرت ماكلاكلن مديرًا لتصوير الحلقة، وأورال نوري أوتي محررًا لها، أما موسيقى الحلقة التصويرية فكانت من تلحين رامين جوادي.

## نسب المشاهدة
| الموسم | الموسم | رقم الحلقة | رقم الحلقة | رقم الحلقة | رقم الحلقة | رقم الحلقة | رقم الحلقة | رقم الحلقة | رقم الحلقة | رقم الحلقة | رقم الحلقة | المتوسط |
| الموسم | الموسم | 1          | 2          | 3          | 4          | 5          | 6          | 7          | 8          | 9          | 10         | المتوسط |
| ------ | ------ | ---------- | ---------- | ---------- | ---------- | ---------- | ---------- | ---------- | ---------- | ---------- | ---------- | ------- |
|        | 1      | 2.22       | 2.20       | 2.44       | 2.45       | 2.58       | 2.44       | 2.40       | 2.72       | 2.66       | 3.04       | 2.52    |
|        | 2      | 3.86       | 3.76       | 3.77       | 3.65       | 3.90       | 3.88       | 3.69       | 3.86       | 3.38       | 4.20       | 3.80    |
|        | 3      | 4.37       | 4.27       | 4.72       | 4.87       | 5.35       | 5.50       | 4.84       | 5.13       | 5.22       | 5.39       | 4.97    |
|        | 4      | 6.64       | 6.31       | 6.59       | 6.95       | 7.16       | 6.40       | 7.20       | 7.17       | 6.95       | 7.09       | 6.84    |
|        | 5      | 8.00       | 6.81       | 6.71       | 6.82       | 6.56       | 6.24       | 5.40       | 7.01       | 7.14       | 8.11       | 6.88    |
|        | 6      | 7.94       | 7.29       | 7.28       | 7.82       | 7.89       | 6.71       | 7.80       | 7.60       | 7.66       | 8.89       | 7.69    |
|        | 7      | 10.11      | 9.27       | 9.25       | 10.17      | 10.72      | 10.24      | 12.07      | غ/م        | غ/م        | غ/م        | 10.26   |
|        | 8      | 11.76      | 10.29      | 12.02      | 11.80      | 12.48      | 13.61      | غ/م        | غ/م        | غ/م        | غ/م        | 11.99   |

## وصلات خارجية
- ميسا على موقع IMDb (الإنجليزية)
- ميسا على موقع ميتاكريتيك (الإنجليزية)
- ميسا على موقع روتن توميتوز (الإنجليزية)
- ميسا على موقع أول موفي (الإنجليزية)